# Germaine Leloy-Godefroy
Germaine Leloy-Godefroy, née le 18 mai 1917 à Crosmières (Sarthe) et exécutée le 21 avril 1949 à la prison d’Angers par le bourreau Jules-Henri Desfourneaux, est la dernière femme qui fut guillotinée en France.

## Biographie
Germaine Leloy-Godefroy est marchande de charbon de Baugé, en Maine-et-Loire.

## Les faits et l'enquête
Le 10 décembre 1947, Germaine Leloy-Godefroy tue son époux, Albert Leloy. Armée d'une hache, elle le frappe à deux reprises à la tête durant son sommeil, car elle souhaite vivre avec son amant, Raymond Boulissière, de 12 ans plus jeune qu'elle et commis du couple Leloy dans leur négoce de charbon. Elle avait le projet de reprendre l'entreprise avec lui.
Cinq jours avant le meurtre, Germaine Leloy-Godefroy demande à son amant d'affûter la hache et de raccourcir son manche. Elle la cache ensuite dans une brassée de bois pour la faire entrer dans la maison, avant de la dissimuler dans une caisse sous sa cuisinière.
Le soir du crime, vers 19 heures, Leloy-Godefroy donne à son amant toutes les économies du couple, soit 82 590 francs. Elle lui dit alors : « Cache-le, je dirai que j'ai été volée ». Après avoir tué son mari, elle tente de simuler une agression et un cambriolage. Elle va jusqu'à éponger une partie du sang répandu. La police intriguée ne croit pas à cette version des faits ; Leloy-Godefroy accuse alors Raymond B. d'avoir commis le meurtre. Elle tente ensuite de mettre en cause un de ses anciens amants, Pierre C., avant de finalement passer aux aveux.

## Procès et condamnations
Leloy-Godefroy et son jeune amant sont tous deux jugés devant la cour d'assises de Maine-et-Loire. Raymond B. est reconnu complice de meurtre et condamné à 10 ans de travaux forcés, qu’il purge à la centrale de Fontevrault. Au cours du procès, Leloy-Godefroy est dépeinte comme « peu douée pour les études, peu intelligente et chicanière ». Même si elle est réputée travailleuse, on lui reproche « sa conduite et sa moralité douteuses ». Elle est condamnée à mort, le 26 novembre 1948. Le président de la République française Vincent Auriol refuse la grâce[réf. nécessaire].
Le jour de l’exécution, Germaine Godefroy est réveillée le 21 avril 1949 à 4 h 30, « elle pâlit et s’habille en silence, aidée de deux détenues avec lesquelles elle partage sa cellule ». Après un entretien avec l’aumônier Moreau, elle rédige une longue lettre, se confesse, assiste à la messe. Après la bénédiction, elle refuse le rhum et la cigarette. Elle va sur la bascule avec des images pieuses dissimulées dans son corsage. Puis le couperet tombe à 5 h 50.